# Eugenia pycnantha
Eugenia pycnantha är en myrtenväxtart som beskrevs av George Bentham. Eugenia pycnantha ingår i släktet Eugenia och familjen myrtenväxter. Inga underarter finns listade i Catalogue of Life.